# Epigonen (Raumschiff Enterprise)
Epigonen (Originaltitel: A Piece of the Action) ist die nach Ausstrahlungsreihenfolge 17. und nach Produktionsreihenfolge 20. Episode der zweiten Staffel der Science-Fiction-Fernsehserie Raumschiff Enterprise. Sie wurde in englischer Sprache erstmals am 12. Januar 1968 bei NBC ausgestrahlt. In Deutschland war sie zum ersten Mal am 8. Juli 1972 in einer synchronisierten Fassung im ZDF zu sehen.

## Handlung
Im Jahr 2268 besucht die Enterprise den Planeten Sigma Iotia II. Hier ging vor hundert Jahren das Raumschiff Horizon verloren. Da dessen letzter Notruf mit konventionellen Radiosignalen gesendet wurde, hat er die Sternenflotte erst vor kurzem erreicht. Die Enterprise soll nun untersuchen, in welchem Ausmaß die einheimische Zivilisation des Planeten durch die Horizon beeinflusst wurde. Über Funk gelingt es, Kontakt zu einem Repräsentanten namens Bela Okmyx aufzunehmen, der sich selbst als „Boss“ bezeichnet und Captain Kirk zu einem Treffen einlädt.
Gemeinsam mit seinem ersten Offizier Spock und Schiffsarzt McCoy beamt Kirk auf die Oberfläche. Dort finden sie sich in einer Umgebung wieder, die stark an das Chicago der 1920er Jahre erinnert. Sogleich werden sie von zwei Männern mit Tommy Guns bedroht, die ihnen ihre Ausrüstung abnehmen und sie zu Okmyx bringen. In seinem Büro entdecken sie ein Buch mit dem Titel Chicago Mobs of the Twenties. Sie schlussfolgern, dass die Iotanier dieses Buch von der Horizon haben und ihre gesamte Kultur auf dessen Inhalten aufgebaut haben. Okmyx möchte einen Handel mit Kirk abschließen. Er ist der mächtigste Boss des Planeten, hat aber mehrere Konkurrenten. Die Föderation soll ihm Phaser liefern, damit er sich ihrer entledigen und die alleinige Herrschaft übernehmen kann. Als Kirk erklärt, dass das unmöglich ist, lässt Okmyx das Außenteam festnehmen und in einer Lagerhalle einsperren. Ihnen gelingt jedoch leicht die Flucht, indem sie mittels des von Kirk frei erfundenen Kartenspiels „Fizzbin“ und dessen absurden Regeln ihre Wachen völlig verwirren und sie anschließend überwältigen. Kirk teilt Okmyx’ Ansicht, dass der Planet eine zentrale Führung braucht, da er sonst recht bald in Anarchie versinken würde. Er will aber einen anderen Weg dorthin einschlagen.
Während Spock und McCoy nun mit einem Funkgerät Kontakt zur Enterprise aufnehmen, will Kirk erneut Okmyx aufsuchen, um mit ihm aufs Schiff zu beamen. Er wird aber von einem weiteren Gangster abgefangen, der ihn zu Jojo Krako, dem mächtigsten Konkurrenten von Okmyx, führt. Auch Krako verlangt Phaser und lässt Kirk einsperren, als dieser sich weigert. Über Funk meldet sich Okmyx bei Spock und informiert ihn über Kirks Gefangennahme. Er bietet aber seine Unterstützung an, sofern Spock und McCoy wieder in sein Büro kommen. Zögernd willigen sie ein, doch Okmyx nimmt sie erneut gefangen. Kirk konnte unterdessen seine Wachen überwältigen und kommt seinen Leuten nun zu Hilfe. Während McCoy Okmyx und seine Männer bewacht, fahren Kirk und Spock mit einem Auto zu Krako und verschaffen sich gewaltsam Zugang zu seinem Büro. Es scheint, als hätten sie ihn nun in ihrer Hand, doch da tauchen hinter ihnen weitere Gangster auf. Kirk hat aber noch ein Ass im Ärmel, denn er gibt seinem Chefingenieur Scott ein Signal, woraufhin Krako auf die Enterprise gebeamt wird. Seine erstaunten Leute können nun leicht überwältigt werden.
Kirk und Spock geben sich jetzt ganz in der Manier der Gangsterbosse. Sie lassen alle anderen Bosse lokalisieren und in Okmyx’ Büro beamen. Dort erklärt Kirk, die Föderation werde den ganzen Planeten „übernehmen“. Ein Boss namens Tepo will das nicht hinnehmen, denn bisher hat er von dieser Föderation nichts weiter als die drei Männer des Außenteams gesehen und auch Krako ist bei seinem kurzen Aufenthalt auf der Enterprise nur drei Leuten begegnet. Als draußen Krakos Leute eintreffen und einen Befreiungsversuch ihres Bosses starten wollen, droht sich das Blatt zu wenden. Kirk befiehlt daher Scott, mit einem breit gestreuten Strahl der Schiffsphaser alle Personen auf der Straße zu betäuben. Diese Machtdemonstration stellt die Bosse ruhig und sie einigen sich schließlich auf die Bildung eines Syndikats mit Okmyx an der Spitze und Krako als seinem Stellvertreter. Die Föderation soll jährlich 40 Prozent ihrer Gewinne abschöpfen.
Nachdem das Außenteam auf die Enterprise zurückgekehrt ist, ist McCoy besorgt, denn er scheint seinen Kommunikator in Okmyx’ Büro vergessen zu haben. Da die Iotanier hochbegabt im Adaptieren fremder Kultureinflüsse sind, spekulieren Kirk und Spock, dass die im Kommunikator verbaute Technologie ihnen vielleicht eines Tages erlauben wird, ihrerseits von der Föderation „ein Stück vom Kuchen“ zu verlangen.

## Besonderheiten

### Verbindungen zu anderen Star-Trek-Produktionen
Viele Elemente aus dieser Folge wurden in späteren Star-Trek-Produktionen wieder aufgegriffen:
- Laut mehreren Referenzwerken ist das in Epigonen genannte Raumschiff Horizon identisch mit dem Föderationsraumschiff USS Horizon (NCC-176). In der Serie Star Trek: Deep Space Nine steht ein Modell der USS Horizon in Benjamin Siskos Büro.
- In Folge 5.09 (Der Aufstieg) von Star Trek: Deep Space Nine aus dem Jahr 1996 erwähnt Quark das Spiel Fizzbin.
- Das Produktionsteam von Deep Space Nine zog in Betracht, zum 30-jährigen Jubiläum von Star Trek im Jahr 1996 eine Fortsetzung von Epigonen zu drehen. Schließlich wurde aber die Folge Immer die Last mit den Tribbles gedreht, die auf Kennen Sie Tribbles? aufbaut.
- In Folge 2.08 (Der Kommunikator) von Star Trek: Enterprise aus dem Jahr 2002 wurde das in Epigonen nur kurz angeschnittene Problem von McCoys vergessenem Kommunikator zum zentralen Handlungselement gemacht. Hier vergisst Sicherheitschef Malcolm Reed seinen Kommunikator und gemeinsam mit Captain Jonathan Archer versucht er ihn zurückzuholen.
- In Folge 2.20 (Horizon) von Star Trek: Enterprise aus dem Jahr 2003 trägt eines der Bücher von Travis Mayweather den Titel Chicago Gangs. Das Produktionsteam der Folge baute diese Anspielung aufgrund der Namensgleichheit des titelgebenden Frachtschiffs ECS Horizon mit der Horizon aus Epigonen ein.
- In Folge 1.02 (Karten und Legenden) von Star Trek: Picard aus dem Jahr 2020 ist das Sigma-Iotia-System auf einer Sternenkarte eingezeichnet.
- Epigonen ist die erste Folge, in der ein Ort-zu-Ort-Transport stattfindet, bei dem eine Person direkt von einem Ort zum anderen gebeamt wird, ohne dass eine Materialisation in einem Transporterraum als Zwischenschritt nötig ist. Diese Technik wird später in zahlreichen weiteren Serienfolgen und Spielfilmen angewendet.
- Der Transtator als wichtiges Bauelement der Föderations-Technologie wird auch in mehreren Folgen späterer Star-Trek-Serien erwähnt.

### Besonderheiten der deutschen Synchronfassung
Die deutsche Synchronfassung nimmt sich gegenüber dem englischen Original einige (zum Teil sinnentstellende) Freiheiten heraus. Krako wird in der deutschen Fassung „Krake“ genannt. Okmyx bekommt in einer Szene Worte in den Mund gelegt, die eigentlich McCoy sagt. Im Original hat die Enterprise-Besatzung vor dem Herunterbeamen auf den Planeten Sigma Iotia II lediglich vage Kenntnisse über dessen Beeinflussung durch die Horizon; in der deutschen Fassung hat McCoy zu diesem Zeitpunkt hingegen schon genaue Kenntnisse über das Buch Chicago Mobs of the Twenties, das sich an Bord der Horizon befand. Am Ende der Folge spekuliert Kirk im Original, dass der Transtator in McCoys vergessenem Kommunikator zu einer raschen technischen Entwicklung der Iotanier führen könnte. In der deutschen Version wird dieses Problem kurzerhand für gelöst erklärt, indem Kirk in den Mund gelegt wird, er habe den Transtator „längst einkassiert“.

## Produktion

### Drehbuch
Die grundlegende Idee zu dieser Folge wurde von Gene Roddenberry bereits 1964 in seinem Entwurf Star Trek is… formuliert, mit dem er Fernsehsender von seiner Vision für die Serie Raumschiff Enterprise überzeugen wollte. Unter dem Titel President Capone schlug er darin eine Folge vor, die in einer Parallelwelt spielt, in der Al Capone die Vereinigten Staaten beherrscht. George Clayton Johnson baute diese Idee zu Beginn der ersten Staffel von Raumschiff Enterprise weiter aus. Da er aber auch mit dem Drehbuch für die Folge Das Letzte seiner Art beschäftigt war, wurde diese Geschichte zunächst nicht weiter verfolgt. Erst während der Produktion der zweiten Staffel wurde sie von Gene L. Coon wiederentdeckt, der daraus zusammen mit David P. Harmon ein Drehbuch entwickelte.
Coons und Harmons ursprünglicher Drehbuchentwurf sah vor, dass Bela Okmyx von romulanischen Agenten unterstützt wird.

### Darsteller
John Harmon, Darsteller von Tepo, spielte auch Rodent in der Folge Griff in die Geschichte.

### Kulissen
Für die Außenaufnahmen wurde eine Stadtkulisse der Paramount Studios genutzt.

## Adaptionen
James Blish schrieb eine Textfassung von Epigonen, die auf Englisch erstmals 1971 in der Geschichtensammlung Star Trek 4 erschien. Die deutsche Übersetzung erschien 1972.
Ein Fotoroman zu Epigonen erschien 1978 auf Englisch als achter Band der Star-Trek-Fotonovel-Reihe. Eine deutsche Übersetzung liegt nicht vor.

## Rezeption
Terry J. Erdmann und Paula M. Block listen Epigonen in ihrem 2008 erschienenen Referenzwerk Star Trek 101 als eine der zehn wichtigsten Folgen der Originalserie Raumschiff Enterprise auf.
Charlie Jane Anders führte Epigonen 2014 auf gizmodo.com in einer Liste der 100 besten bis dahin ausgestrahlten Star-Trek-Folgen auf Platz 71.
David Morgan führte Epigonen 2016 auf cbsnews.com als eine der besten Folgen von Raumschiff Enterprise auf.
Aaron Couch und Graeme McMillan erstellten 2016 anlässlich des 50-jährigen Jubiläums von Star Trek in Zusammenarbeit mit verschiedenen Beteiligten aus dem Franchise für den Hollywood Reporter eine Liste der 100 besten bis dahin ausgestrahlten Folgen. Epigonen wurde hierbei auf Platz 12 gewählt.
Silas Lesnick listete Epigonen 2018 in einer Aufstellung der 20 besten Folgen von Raumschiff Enterprise auf Platz 18.
Michael Weyer erstellte 2019 für die Website cbr.com eine Liste der 20 lustigsten Star-Trek-Folgen. Epigonen landete hierbei auf Platz 8.
Ryan Britt führte Epigonen 2021 auf der Website Den of Geek als eine von zehn Raumschiff-Enterprise-Folgen, die das Franchise am besten definieren.
Christian Blauvelt listete Epigonen 2022 auf hollywood.com in einem Ranking aller 79 Raumschiff-Enterprise-Folgen auf Platz 19.

## Parodien und Anspielungen
In Folge 1.01 (Nantucket Sleighride) der Zeichentrickserie Starcom von 1987 spielen einige der Protagonisten Fizzbin.
Die Folge 4.12 (Der letzte Trekki) der Zeichentrickserie Futurama von 2002 parodiert zahlreiche Folgen von Raumschiff Enterprise. Unter anderem kommen die Tommy Guns aus Epigonen vor.
In Folge 7.09 (Deadly Velvet: Part I) der Zeichentrickserie Archer von 2016 erwähnt Sterling Archer eine Chicago-Folge von Raumschiff Enterprise.
Quentin Tarantino verkündete 2017, einen Star-Trek-Film drehen zu wollen. 2020 konkretisierte er seine Pläne und erklärte, der Film solle sich an der Folge Epigonen orientieren. Diese Filmidee wurde aber letztlich nicht umgesetzt.